# Хованки (Пікар)
Хованки (Hide and Seek) — дев'ята серія другого сезону американського телевізійного серіалу «Зоряний шлях: Пікар». Сценарій епізоду написали Метт Окумура та Кріс Деррік, режисував Майкл Вівер. Перший показ відбувся 28 квітня 2022 року.

## Зміст
На борту «Ла-Серени» Ріос намагається відновити контроль над транспортером; Пікар, Раффі, Сьома і Таллінн передають сигнали за допомогою її транспортера «Супервайзер». Це марно: королева-Джураті висаджує велику кількість асимільованих солдатів. Джураті знаходить тіло Королеви в морозильній камері і перебирає банк даних в нове тіло. Представники Зоряного Флоту перегруповуються біля замку та вирішують, що робити далі.
Джураті не дає Королеві підкорити «Ла-Серену». Джураті зазначає, що королева, як і сама Агнес, неефективна одиначка, і що її підхід до асиміляції завжди неминуче призведе до знищення Борга. Джураті пропонує їм взяти «Ла-Сирену» та створити новий колектив, який запрошує тих, хто заблукав і потребує другого шансу, приєднатися, створюючи привабливу емоційну реальність, яка б поєднувала сильні сторони колективу Борга з індивідуальністю інших видів. Королева, Сунг і дрони-борги рушають до «Ла-Серени»; тоді як Пікар, Таллінн, Раффі та Сьома прямують до шато Пікара. Свідомість Агнес блокує Королеву від систем корабля. Елнора Агнес не лише відновила як екстрену бойову голограму, але й надала йому контроль над системами корабля. Цього недостатньо, щоб зупинити королеву та її бойові щупальця; голограма Елнора зазнає поразки. Але перед цим успішно пробігає крізь град кулеметного вогню.
Сьома і Раффі розійшлися, щоб спробувати дістатися до «Ла-Серени». Сьома негайно бере на себе керівництво, і Раффі зауважує, що вона природно підходить для ролі капітана. Аніка визнає, що подавала заяву до Зоряного флоту відразу після того, як «Вояджер» повернувся додому. Але навіть заступництво Кетрін Джейнвей не змогло подолати їхній скептицизм щодо прийому екс-Борг. Це змусило її відмовитися від наперед програшної битви та приєднатися до рейнджерів Фенріса.
Ріос зазнає поранення в руку, захищаючи Терезу та Рікардо. Пікар наказує Таллінн перевести їх до своєї квартири — а потім вимкнути транспортер. Тереза, використовуючи технологію Таллінн, витягує кулю та ставить Ріоса на ноги, а йому вдається підключити транспортер, щоб забрати його назад. Тереза палко благає його залишитися з нею, але Ріос знає, що йому потрібно робити.
Раффі та Сьома добираються до корабля, де вони опиняються з двома несподіваними союзниками. Одна з них — Агнес Джураті, яка бореться зсередини, користуючись тими самими сплесками нейромедіаторів, щоб боротися з Королевою за контроль над своїм тілом, та Елнор. Сьома смертельно поранена. Але цього достатньо, щоб зайти в глухий кут, і вони з Джураті починають дискусію. Королева, заінтригована пропозицією докторки, погоджується. Королева-Джураті, об'єднана тепер як в реальності, так і ментально, зцілює Сьому. Хоча ціною відновлення її імпланти Борга.
Після того, як вони відправляють Ріоса, Терезу та її сина в безпечне місце, Пікар і Таллінн тікають від Сунга та дронів у тунелях під замком. Пікар пригадує, як його мати перенесла психічний зрив, коли вони грали в хованки у тунелях за його дитинства, після чого покінчила з власним життям. Обговорення цього питання з Таллінн допомагає Пікару змиритися із цим.
Пікар згадує, що раніше він уявляв свою матір як стару жінку, яка пропонує чай і балакає, і він так й вважав. Попередня сцена стає набагато темнішою у світлі викриття того, що вона насправді вчинила самогубство, коли він був дитиною. Елнор довіряється Сьомій і надає їй коди доступу до керування кораблем.
Пікар і Таллінн ведуть Борг — на чолі з доктором Сунгом — у погоні тунелями під Шато Пікар, що збігається з постійними спогадами про життя Жана-Люка зі стоїчним, змученим батьком і матір'ю, яку він тепер визнає психічно хворою. Зрештою вони добираються до теплиці, де Сун заганяє їх у кут. Ось Ріос повертається, коли Сунг відступає. Один із дронів Боргів упускає ключ, і Пікар, впізнавши його, повертає пам'ять, яку він так довго пригнічував: Іветта, незважаючи на те, що її замкнули для її власного блага, благала маленького Жана-Люка звільнити її. Жан-Люк, не розуміючи всієї ситуації, так і зробив. І його мати скористалася нагодою, щоб повіситися.
Сунг заганяє їх у кут, але Ріос дає відкоша і змушує його тікати. Агнес переконує Королеву змінити свій спосіб життя та побудувати новий колектив Борг шляхом співпраці, а не асиміляції, справді ставши новою королевою Борг.
Королева Джураті бере під контроль «Ла-Сирену» та залишає Землю, щоб створити новий, кращий і можливо добріший колектив Борг. Перш ніж вона це зробить, має Сьома передати повідомлення Пікару: «Щоб місія вдалася, має бути дві Рене Пікар — одна, яка живе, а друга, яка помирає». Пікар, перегруповуючи свою команду на землі, не має уявлення, що це означає, але вирішує приступити до роботи, готуючись до фінального протистояння між ними та Сунгом.
«La-Sirena» рушає до квадранта Дельта, залишаючи повідомлення для Пікара: має бути дві версії Рене — одна, яка літатиме в місії «Європа», і друга, яка помре.
Ти живеш із поховальним дзвоном виду в своїй голові

## Створення
Музичну тему до серіалу написав Джефф Руссо

## Сприйняття та відгуки
На сайті «Rotten Tomatoes» епізод отримав 60 % підтримки на основі відгуків 5 критиків.
В огляді «StarTrek.com» зазначалося: «Поки Королева Боргів намагається захопити корабель, Агнес все ще перебуває всередині неї, відбиваючись. Вона скористалася можливістю пройтися по комірках мозку королеви Борг, намагаючись зрозуміти, чому королева спустошила цілі цивілізації, але її ніколи не влаштовувала жодна відповідь. Теорія Агнес проста: королева самотня. Це єдина причина, яку Агнес може придумати, чому Королева Борг залишила її живою.»
В огляді «Den of Geek» серію оцінено в 2.5 зірок з 5 та зазначено: «Що ж, передостанній епізод серіалу „Зоряний шлях: Пікар“, 2 сезон, ми всі вже переглянули. Переслідуваний багатьма проблемами, які неодноразово виникали протягом решти сезону — поганий темп, невчасні спогади та дивне ігнорування основних правил подорожей у часі — „Хованки“ — це година, у якій багато дії, але занадто заплутаний і часто безсенсовий сюжет. Коли Пікар і друзі протистоять королеві Борг, групі випадкових воєнізованих типів, яких вона асимілювала, і Адаму Сунгу, який також чомусь присутній.»
«Tor.com»: «На жаль, з точки зору „Зоряного шляху“, від часу побудови світу, вся ця сюжетна лінія є повною і абсолютною нісенітницею. Ці спогади відбуваються на початку двадцять четвертого століття, приблизно через п'ятдесят років після того, як оригінальні епізоди серіалу „Кинжал розуму“ та „Кого знищують боги“ показали, що Федерація виконала величезну роботу з ліквідації більшості форми психічних захворювань. В цьому сюжеті було заявлено, що Іветт відмовилася отримати допомогу через те, що у неї, здається, шизофренія або клінічна депресія (або обидваь захворювання), і це відповідає антитехнологічним ухилам сім'ї Пікарів, як видно з фільму „Сім'я“. Але все одно це напружує переконання — якщо Іветт була схильна до самогубства, вона не отримала допомоги. І загалом усе це виглядає так, ніби то є драма з дев'ятнадцятого століття, а не триста років у майбутньому. Іветт вішається на мотузці в білій сукні у солярії, після того як її син дозволив піти зі спальні з ключем-скелетом, де вона була замкнена. Тому що, звичайно, це те, що ви робите з жінкою, яка в істериці. Сценарій виглядає застарілим, а тим більше для епохи, про яку йдеться.»
«TV Tropes» здійснює детальний розбір аналогій, неспівпадінь та недоречностей епізоду.
Лорі Ольстер з «TrekMovie.com» зазначено: «Цей епізод також засвідчив, що спосіб життя Борга приречений на провал, і королева завжди знала це завдяки своїй всепоглинаючій обізнаності. Це глибокий фрагмент нового канону „Зоряного шляху“, який, ймовірно, змусить шанувальників обговорити, особливо якщо згадати Борга в четвертому сезоні „Зоряного шляху: Дискавері“. Але якщо вони існують у 32-му столітті, можливо, вони є добрішими (ніжнішими??!!) Боргами? Проте ідея розв'язати конфлікт за допомогою логіки, співпереживання та дискусії та допомогти старому ворогу знайти новий шлях — все ще дуже старовинна. Ймовірно, найважче тут узгодити спробу пояснити передісторію Сьомої. Хоча згадка про те, що адмірал Джейнвей прикриває її спину, була вітаною, як її відмова погоджується з приєднанням Ічеба до Зоряного флоту. Єдине, для чого все це може служити, це якесь передбачення з усіма розмовами про те, що Сьома стане хорошим капітаном, потенційно призначаючи її капітаном USS „Stargazer“ на третій сезон? А Ріос, імовірно, залишиться позаду в 21 столітті з Терезою.»
На сайті «IMDb» станом на грудень 2023 року епізод отримав 5.6 з 10 зірок схвалення при 3392 голосах.

## Знімались
| Актор            | Роль                  |
| ---------------- | --------------------- |
| Патрік Стюарт    | Жан-Люк Пікар         |
| Елісон Пілл      | Агнес Джураті         |
| Джері Раян       | Сьома-з-Дев'яти       |
| Мішель Герд      | Раффі Музікер         |
| Еван Евагора     | Елнор                 |
| Орла Брейді      | Таллінн               |
| Сантьяго Кабрера | Крістобаль Ріос       |
| Брент Спайнер    | Адам Сунг             |
| Енні Вершинг     | Королева              |
| Джеймс Калліс    | Моріс Пікар           |
| Медлін Вайз      | Іветт Пікар           |
| Сол Родрігес     | Тереза Рамірес        |
| Кей Бесс         | комп'ютер "Ла-Серени" |
| Стів Гутьєррес   | Рікардо               |
| Ділан фон Галле  | молодий Пікар         |